# Caenoplana barringtonensis
Caenoplana barringtonensis is een platworm (Platyhelminthes). De worm is tweeslachtig. De soort leeft in of nabij zoet water.
De wetenschappelijke naam van de soort werd, als Geoplana barringtonensis, in 1926 gepubliceerd door Lucy M. Wood.

## Synoniemen
- Geoplana barringtonensis Wood, 1926
  - Australopacifica barringtonensis (Wood, 1926)